# Il mistero di Oberwald
Il mistero di Oberwald è un film del 1980 diretto da Michelangelo Antonioni.
Si tratta del quindicesimo lungometraggio diretto da Antonioni che, per la terza e ultima volta, collabora con il direttore della fotografia Luciano Tovoli. È il primo film girato in video e poi riversato su pellicola.

## Trama
Una regina, che somiglia all'imperatrice Elisabetta d'Austria, si è vista uccidere il marito che amava subito dopo le nozze, non avendo modo di conoscere il mistero della prima notte. Il re, che somiglia a Luigi II di Baviera, aveva suscitato opposizioni e odii costruendo troppi castelli e spendendo quindi troppo denaro. Dopo la sua morte, la sua infelice giovane vedova si trasferisce, inquieta e sempre velata, da una residenza reale all'altra. Il popolo, che non conosce la regina, mormora calunnie contro di lei e i nemici della corona si propongono di assassinarla. L'incarico è assunto dal giovane poeta Sebastian.
In una notte di tempesta Sebastian, inseguito e ferito dalla polizia, si rifugia nella reggia trovandosi di fronte la regina, che per un attimo ha l'illusione di trovarsi di fronte il re morto. I due si parlano e si innamorano.
Sebastian suggerisce alla regina di tornare nella capitale e di regnare. Ma mentre fervono i preparativi per la partenza, il conte di Föhn, capo della polizia, ricatta Sebastian. Quando il giovane capisce che gli oppositori della regina vogliono servirsi di lui per disonorarla, preferisce avvelenarsi.
La regina vede Sebastian morente e decide di morire da sovrana, ridando a lui l'anima che aveva prima di conoscerla. Lo insulta violentemente fino a percuoterlo. Il giovane reagisce e la uccide.